# S.O.S. ［Share One Sorrow］
『S.O.S. [Share One Sorrow]』（エス・オー・エス シェア・ワン・ソロー）は、日本のバンド・東京スカパラダイスオーケストラの4枚目のミニアルバム。2021年11月10日にcutting edgeより発売された。

## 背景・音楽性
前作『SKA=ALMIGHTY』完成後すぐに本作の制作が始まったという。コロナ禍での制作・発売となったことから、本作について加藤隆志は「'20年から'21年にかけての僕らの活動を1つにまとめた日記のような内容」「まだ世界的にも危機的な状況が続く中、顔を上げて前を向けるようなメッセージを音楽に込められたので、僕らの活動の歴史の中でも意味のある作品に仕上がったと思います」と語っている。
CDは2枚組となっており、DISC 1には23rdアルバム『SKA=ALMIGHTY』発売後に発表された楽曲に加え、新曲を収録した計6曲入りのミニアルバムとなっている。DISC 2には2021年7月2日に東京ガーデンシアターで開催されたライブツアー『東京スカパラダイスオーケストラ TOUR 2021「Together Again!」』ファイナル公演の中から長谷川白紙や桜井和寿とのコラボレーションを含む17曲の音源が収録されている。

## リリース・プロモーション
CD+Blu-ray盤、CD+DVD盤、CD ONLY盤の3形態で発売。CD+Blu-ray盤はCD2枚組+Blu-ray2枚組、CD+DVD盤はCD2枚組+DVD2枚組、CD ONLY盤はCD2枚組で、CD+Blu-ray盤は初回限定でデジパック仕様となっている。購入先によって異なる先着特典も用意された（後述）。また、発売と同時にダウンロード配信・サブスクリプション配信も開始された。
『Sunny Side of the Street』以来約10年ぶりとなるミニアルバム。アルバムとしては『SKA=ALMIGHTY』以来わずか8か月でのリリースとなった。
本作のアートディレクターは吉永祐介 (solla Inc.) が担当。
Blu-rayとDVD共に、DISC 1には「S.O.S. [Share One Sorrow] feat. Tokyo Tanaka & Jean-Ken Johnny (MAN WITH A MISSION)」「めでたしソング feat. ムロツヨシ」「会いたいね｡ﾟ(ﾟ´ω`ﾟ)ﾟ｡ feat. 長谷川白紙」のミュージック・ビデオに加え、「めでたしソング feat. ムロツヨシ」のメイキング映像、さらに2021年2月21日に新潟テルサで開催されたライブツアー『東京スカパラダイスオーケストラ TOUR 2021「Together Again!」』の模様を全曲収録。また、収録時間の関係から、Blu-rayにのみバンドメンバーとムロによる10人でのスペシャルインタビュー映像も収録される。さらに、DISC 2には同年7月2日に東京ガーデンシアターで開催された同ツアーのファイナル公演の模様が全曲収められている。DISC 2の監督は小松莊一良が務めた。

### 店舗特典
| 対象店舗                 | 特典内容                               |
| ------------------------ | -------------------------------------- |
| タワーレコード           | オリジナルアクリルコースター           |
| TSUTAYA RECORDS          | オリジナルA5クリアファイル             |
| HMV                      | オリジナルクリアステッカー             |
| セブンネットショッピング | オリジナルモバイルスタンドキーホルダー |
| 楽天ブックス             | オリジナルマスクケース                 |
| Amazon.co.jp             | オリジナルメガジャケ (240 × 240mm)     |
| FC PARADISE CD SHOP      | オリジナルアクリルスタンド             |
| 上記以外の店舗           | A3告知ポスター                         |
| ツアー会場               | カレンダー付きポストカード             |

## 収録曲 (CD)
- 全編曲・プロデュース：東京スカパラダイスオーケストラ

### DISC 1
1. S.O.S. [Share One Sorrow] feat. Tokyo Tanaka & Jean-Ken Johnny (MAN WITH A MISSION) [4:02]
  - 作詞：谷中敦・Jean-Ken Johnny / 作曲：加藤隆志

アルバムタイトル曲。
2021年9月24日より先行配信が行なわれた[13]。
歌詞について、谷中は「コロナ禍の真っ只中に作っていたこともあって、『今の時代、僕らはどんなことをメッセージとして発信すればいいのだろう?』ってところと向き合いながら作詞をしました」と語っている[14]。
ミュージック・ビデオが制作された（後述）。
ベスト・アルバム『NO BORDER HITS 2025→2001 〜ベスト・オブ・東京スカパラダイスオーケストラ〜』にも収録された。
2. SKA! BON-DANCE ～We Welcome The Spirits [3:38]
  - 作曲：加藤隆志・中山晋平

三菱地所「TOKYO TORCH」テーマソング[15]。
盆踊りの定番曲「東京音頭」をベースにした楽曲となっている[15]。
3. めでたしソング feat. ムロツヨシ [4:40]
  - 作詞：谷中敦・ムロツヨシ / 作曲：NARGO

配信限定シングル。
舞台『muro式.がくげいかい』テーマ曲[16]。
候補曲としてムロに4曲提出したところ、ムロが全曲気に入ったためそれらを全て合体させて制作された[11]。
ミュージック・ビデオが制作された（後述）。
ベスト・アルバム『NO BORDER HITS 2025→2001 〜ベスト・オブ・東京スカパラダイスオーケストラ〜』にも収録された。
4. A Night In Tokyo [4:30]
  - 作曲：川上つよし
5. SPARK [4:06]
  - 作詞：谷中敦 / 作曲：沖祐市

東映配給映画『セイバー+ゼンカイジャー スーパーヒーロー戦記』主題歌[17]。
6. Make Your Sweet Memories [1:36]
  - 作詞：谷中敦・中村勝彦 / 作曲：加藤隆志・中村勝彦

東ハト「キャラメルコーン」50周年記念ソング[18]。

### DISC 2
From TOUR 2021「Together Again!」2021.07.02 at 東京ガーデンシアター
1. (Everybody is a) SUPERSTAR [4:18]
23rdアルバム『SKA=ALMIGHTY』収録曲。
2. DOWN BEAT STOMP [3:43]
9thアルバム『Stompin' On DOWN BEAT ALLEY』収録曲。
3. Great Conjunction 2020（［トーキョースカメドレー 2021］ "Together Again! Special"） [3:35]
配信限定シングル。
4. STORM RIDER（［トーキョースカメドレー 2021］ "Together Again! Special"） [4:26]
15thアルバム『WORLD SKA SYMPHONY』収録曲。
5. This Is My Life（［トーキョースカメドレー 2021］ "Together Again! Special"） [3:59]
23rdアルバム『SKA=ALMIGHTY』収録曲。
演奏を一部カットして収録されている。
6. Good Morning ～ブルー・デイジー（［トーキョースカメドレー 2021］ "Together Again! Special"） [3:23]
ベスト・アルバム『TOKYO SKA TREASURES 〜ベスト・オブ・東京スカパラダイスオーケストラ〜』収録曲。
7. ALMIGHTY ～仮面の約束（［トーキョースカメドレー 2021］ "Together Again! Special"） [3:50]
46thシングル。
8. 仮面ライダーセイバー [3:32]
46thシングル『ALMIGHTY ～仮面の約束』カップリング曲。
9. スキャラバン with 長谷川白紙 [5:21]
ミニアルバム『東京スカパラダイスオーケストラ』収録曲。
10. 会いたいね｡ﾟ(ﾟ´ω`ﾟ)ﾟ｡ feat. 長谷川白紙 [5:21]
23rdアルバム『SKA=ALMIGHTY』収録曲。
11. 倒れないドミノ [4:10]
配信限定シングル。
12. Interlude [1:34]
13. Prism [5:06]
20thアルバム『Paradise Has NO BORDER』収録曲。
14. リボン feat. 桜井和寿 [5:18]
45thシングル。
15. Paradise Has No Border [5:09]
20thアルバム『Paradise Has NO BORDER』収録曲。
16. innocent world with 桜井和寿 [6:10]
Mr.Childrenの5thシングル。
スカ調のアレンジとなっている[19]。本アレンジについて桜井は「イントロのギターラインをブラスで演奏しただけで、これぞスカパラ!って感じがしたし、本当に細かくアレンジされていて、この曲のアレンジにすごい時間と情熱を注いでくれたんだろうなってのが分かって嬉しかった」と振り返っている[20]。
17. Glorious [4:14]
21stアルバム『GLORIOUS』収録曲。

## 収録内容 (Blu-ray, DVD)

### DISC 1
1. S.O.S. [Share One Sorrow] feat. Tokyo Tanaka & Jean-Ken Johnny (MAN WITH A MISSION) (Music Video)
監督は田辺秀伸が務めた。バンドの公式YouTubeチャンネルでも公開されている[21]。
2. めでたしソング feat. ムロツヨシ (Music Video)
監督は田辺秀伸が務めた。バンドメンバーとムロのほかに、本多力や永野宗典、西野凪沙といった舞台『muro式.がくげいかい』のキャストが全員出演している。バンドの公式YouTubeチャンネルでも公開されている[22]。
3. めでたしソング feat. ムロツヨシ (Making Video + Interview)
InterviewはBlu-rayにのみ収録。
4. 会いたいね｡ﾟ(ﾟ´ω`ﾟ)ﾟ｡ feat. 長谷川白紙 (Music Video)
監督は田辺秀伸が務めた。バンドの公式YouTubeチャンネルでも公開されている[23]。
5. TOUR 2021「Together Again!」2021.02.21 at 新潟テルサ
SE. 多重露光
  1. 5 days of TEQUILA
  2. DOWN BEAT STOMP
  3. Great Conjunction 2020
  4. 火の玉ジャイヴ（［トーキョースカメドレー 2021］ "TOKYO SKA TREASURES Special"）
  5. STROKE OF FATE（［トーキョースカメドレー 2021］ "TOKYO SKA TREASURES Special"）
  6. Natty Parade（［トーキョースカメドレー 2021］ "TOKYO SKA TREASURES Special"）
  7. One Night（［トーキョースカメドレー 2021］ "TOKYO SKA TREASURES Special"）
  8. 暗夜行路（［トーキョースカメドレー 2021］ "TOKYO SKA TREASURES Special"）
  9. White Light（ ［トーキョースカメドレー 2021］ "TOKYO SKA TREASURES Special"）
  10. Break into the Light ～約束の帽子～（［トーキョースカメドレー 2021］ "TOKYO SKA TREASURES Special"）
  11. 仮面ライダーセイバー
  12. Good Morning ～ブルー・デイジー

MC. Paradise Radio
  1.  ALMIGHTY ～仮面の約束
  2. 太陽にお願い ～Wish Upon The Sun～
  3. ペドラーズ
  4. Together Again
  5. 倒れないドミノ
  6. Interlude
  7. Prism
  8. Glorious
  9. Paradise Has No Border
  10. All Good Ska is One (Encore)

### DISC 2
1. TOUR 2021「Together Again!」2021.07.02 at 東京ガーデンシアター
GUEST：桜井和寿・長谷川白紙
  1. (Everybody is a) SUPERSTAR
  2. DOWN BEAT STOMP
  3. 9
  4. Great Conjunction 2020（［トーキョースカメドレー 2021］ "Together Again! Special"）
  5. STORM RIDER（［トーキョースカメドレー 2021］ "Together Again! Special"）
  6. This Is My Life（［トーキョースカメドレー 2021］ "Together Again! Special"）
  7. Good Morning ～ブルー・デイジー（［トーキョースカメドレー 2021］ "Together Again! Special"）
  8. ALMIGHTY ～仮面の約束（［トーキョースカメドレー 2021］ "Together Again! Special"）
  9. 仮面ライダーセイバー
  10. Pride Of Lions
  11. A Touch Of Spring

MC. Paradise Radio
  1.  スキャラバン with 長谷川白紙
  2. 会いたいね｡ﾟ(ﾟ´ω`ﾟ)ﾟ｡ feat. 長谷川白紙
  3. SKA ME CRAZY
  4. Together Again
  5. 倒れないドミノ
  6. Interlude
  7. Prism
  8. リボン feat. 桜井和寿
  9. Paradise Has No Border
  10. innocent world with 桜井和寿 (Encore)
  11. Glorious (Encore)

## 参加ミュージシャン
- 東京スカパラダイスオーケストラ
  - NARGO：Trumpet
  - 北原雅彦：Trombone
  - GAMO：Tenor sax, Soprano sax
  - 谷中敦：Baritone sax, Alto Flute
  - 加藤隆志：Guitar
  - 川上つよし：ベース
  - 沖祐市：Keyboards
  - 大森はじめ：Percussion
  - 茂木欣一：Drums

### DISC 1
- Tokyo Tanaka (MAN WITH A MISSION)：Vocal (#1)
- Jean-Ken Johnny (MAN WITH A MISSION)：Vocal (#1), Guitar (#1)
- ムロツヨシ：Vocal (#3)

### DISC 2
- 桜井和寿：GUEST (#14, #16)
- 長谷川白紙：GUEST (#9, #10)